# Stor-Gravtjärnen
Stor-Gravtjärnen är en sjö i Bräcke kommun i Jämtland och ingår i Ljungans huvudavrinningsområde.